# Retronova
Retronova – drugi album polskiej grupy muzycznej Rotary, wydany 16 marca 1998 roku nakładem wydawnictwa muzycznego PolyGram.
Album zawiera 12 premierowych kompozycji zespołu, a piosenką promującą wydawnictwo został utwór „Opowieść (zapisana na barowej serwetce)”, który dotarł m.in. do 11. miejsca listy przebojów Top-15 Wietrznego Radia w Chicago.

## Lista utworów
Opracowano na podstawie materiału źródłowego.
1. „I”
2. „Zasnęłaś w podróży”
3. „Wszystko wypisane jest w twoich oczach”
4. „Dzieci śpiące w naszych ciałach”
5. „Piosenka nie o miłości”
6. „Czy czujesz - zatrzymujesz się”
7. „To wszystko czego nie potrafiłem Ci powiedzieć”
8. „Miejska samotność (Paryski)”
9. „Prosto z gwiazd na ulicy będę stał”
10. „X”
11. „Opowieść (zapisana na barowej serwetce)”
12. „XII”